# Anioł śmierci (film 1994)
Anioł śmierci (ang. Beyond Forgiveness) – amerykańsko-polski film sensacyjny z 1994 roku w reżyserii Boba Misiorowskiego.

## Opis fabuły
Bracia Frank (Thomas Ian Griffith) i Marty (Artur Żmijewski) pełnią służbę w chicagowskiej policji. Pewnego wieczoru Marty zostaje zastrzelony na ulicy na oczach brata. Frank rusza w pościg za mordercami, zabija dwóch z nich – Polaków, braci Marka i Jerzego Górnickich. Ale trzeciemu ze sprawców udaje się uciec. Chcąc pomścić Marty’ego, Frank jedzie do Polski.

## Obsada
- Thomas Ian Griffith – Frank
- Artur Żmijewski – Marty
- Katarzyna Śmiechowicz – modelka
- Bożena Szymańska(inne języki) – Patty
- Aleksander Wysocki – Człowiek z blizną
- Rutger Hauer – dr Lem
- Joanna Trzepiecińska – Anna
- Leon Niemczyk – ksiądz
- Jerry Flynn(inne języki) – Reed, agent FBI
- Hanna Dunowska – asystentka Lema
- Dominika Ostałowska – Sonia
- Edyta Olszówka – kelnerka
- Andrzej Zieliński – Bielski
- Stanisław Brejdygant – Morsztyn
- Ryszard Ronczewski – ksiądz z Chicago
- Jacek Poks – kierowca
- Cezary Poks – kurier
- Jerzy Karaszkiewicz – Stan, barman
- Julian Mere – kierowca Zelepukhina
- Ilona Kucińska – matka Saszy
- Marcin Szpil – Sasza
- Witold Dębicki – właściciel piekarni
- John Rhys-Davies – Żmuda
- Michał Banach – ochroniarz w klinice
- Jan Prochyra – Zielepuchin
- Stanisław Banasiuk – Bogdan, właściciel dyskoteki
- Zdzisław Rychter – goryl doktora Lema
- Władysław Komar – goryl doktora Lema
- Jarosław Jakimowicz – chłopak